# Theodor Morell
Theodor Morell (n. 22 iulie 1886, Trais⁠(d), Hessa, Germania – d. 26 mai 1948, Tegernsee, Bizone⁠(d), Germania) a fost un medic și farmacist german. Theodor Morell este cunoscut datorită faptului că a fost medicul personal al lui Adolf Hitler. Cu o săptămână înainte de căderea regimului nazist și de sinuciderea sa, Hitler l-a anunțat pe Theodor Morell că renunță la serviciile sale. Doctorul Theodor Morell i-a administrat lui Adolf Hitler medicamente pentru gastrită și amfetamină în decursul unei perioade îndelungate. Studiile academice despre starea de sănătate fizică și psihică a lui Adolf Hitler discută rolul important al lui Theodor Morell și al medicamentelor pe care acesta le-a prescris lui Hitler.

## Biografie
Theodor Morell a studiat medicina și farmacia la Academia de Medicină din Berlin. A fost printre cei mai influenți germani din perioada nazistă. A primit din partea lui Adolf Hitler o casă la  München cu priveliște la lac și pădure. Theodor Morell a ascuns anumite dosare despre analizele pe care le-a făcut Adolf Hitler. El a scris în actul medical al lui Adolf Hitler, înainte să-și termine rolul de medic al acestuia, că Hitler suferea de boala Parkinson. El s-a refugiat în SUA. Theodor Morell nu a avut legături cu politica nazistă, însă a avut o echipă de medici germani pentru a administra amfetamina la soldații și comandanții SS.

## Moartea lui Theodor Morell
În 1948 Theodor Morell a scris ultima carte despre nazism, în care spunea că a ucis milioane de oameni sub comanda lui Adolf Hitler și a lui Heinrich Himmler. El a decedat din cauza ulcerului la stomac în fază terminală. A fost găsit de soldații americani în aparatamentul lui, unde a trăit ultimele luni după moartea lui Adolf Hitler. Soldații au mai găsit și niște documente despre analizele lui Adolf Hitler și anumite fotografii făcute de Heinrich Hoffmann, atunci când era împreună cu Joseph Goebbels și Adolf Hitler la familia acestuia. Aceste obiecte au fost păstrate și trimise la muzeul din Berlin.